# Vouillers

Vouillers este o comună în departamentul Marne, Franța. În 2009 avea o populație de 216 de locuitori.